# Fraternidade de Igrejas Evangélicas Independentes
A Fraternidade de Igrejas Evangélicas Independentes (FIEI) (em inglês Fellowship of Independent Evangelical Churches) (FIEC) é uma associação de igrejas protestantes independentes no Reino Unido, fundada em 1922. Embora não se identifique como uma denominação tradicional, a FIEC funciona como uma rede de cooperação entre igrejas autônomas que compartilham uma base doutrinária comum. É formalmente não denominacional. Todavia, a teologia de suas igrejas é geralmente congregacional ou batista reformada.
Em 2024, era a maior associação ou denominação evangélica conservadora do país, com 661 igrejas e cerca de 50.000 membros.

## História
A FIEC foi estabelecida em 1922 sob o nome A Fellowship of Undenominational and Unattached Churches and Missions, com o objetivo de unir igrejas independentes e missões que desejavam manter uma identidade evangélica sem se vincular a denominações estabelecidas.
O fundador, Rev. Edward Joshua Poole-Connor, buscava promover a cooperação entre igrejas autônomas comprometidas com a fé evangélica histórica.
Ao longo do tempo, a FIEC cresceu significativamente. 
Conforme o 2012 London Chuch Census, 27% dos cristãos de igrejas independentes de Londres eram vinculados à FEIC.
Em fevereiro de 2024, contava com 661 igrejas afiliadas em todo o Reino Unido, representando aproximadamente 50.000 membros.

## Doutrina
As igrejas membros da FIEC aderem a uma "Base Doutrinária" que reflete os princípios do cristianismo bíblico histórico. Essa base enfatiza a autoridade das Escrituras, a centralidade do evangelho e a necessidade de arrependimento e fé para a salvação. Além disso, a FIEC possui três Declarações de Éticas que abordam temas como a unidade do evangelho, o papel das mulheres no ministério (a denominação defende o complementarismo) e o casamento entre pessoas do mesmo sexo (ao qual a FEIC se opõe).
A teologia da FIEC é amplamente compatível com a tradição reformada, especialmente no que diz respeito à soberania de Deus na salvação. No entanto, a FIEC é inclusiva em relação a diferentes práticas eclesiásticas, acolhendo tanto igrejas que praticam o pedobatismo quanto igrejas que praticam o credobatismo.

## Estrutura e Governança
A FIEC opera com uma estrutura congregacional, onde cada igreja local é autônoma em sua governança. A organização central não exerce autoridade sobre as igrejas, mas oferece suporte e recursos para facilitar a cooperação entre elas.
A governança da FIEC é conduzida por um Conselho de Curadores (Trust Board) composto por 12 membros, responsáveis por estabelecer políticas e garantir a integridade da organização. Esses curadores são eleitos por representantes das igrejas afiliadas e servem mandatos de três anos. 

## Relações com Outras Organizações
A FIEC é o maior membro corporativo da Affinity, uma rede de igrejas e organizações evangélicas no Reino Unido. A FIEC mantém uma postura crítica em relação ao ecumenismo institucional, como o movimento Igrejas Juntas na Inglaterra, preferindo parcerias baseadas na unidade doutrinária do evangelho.